# Stanisław Oktawiusz Małachowski

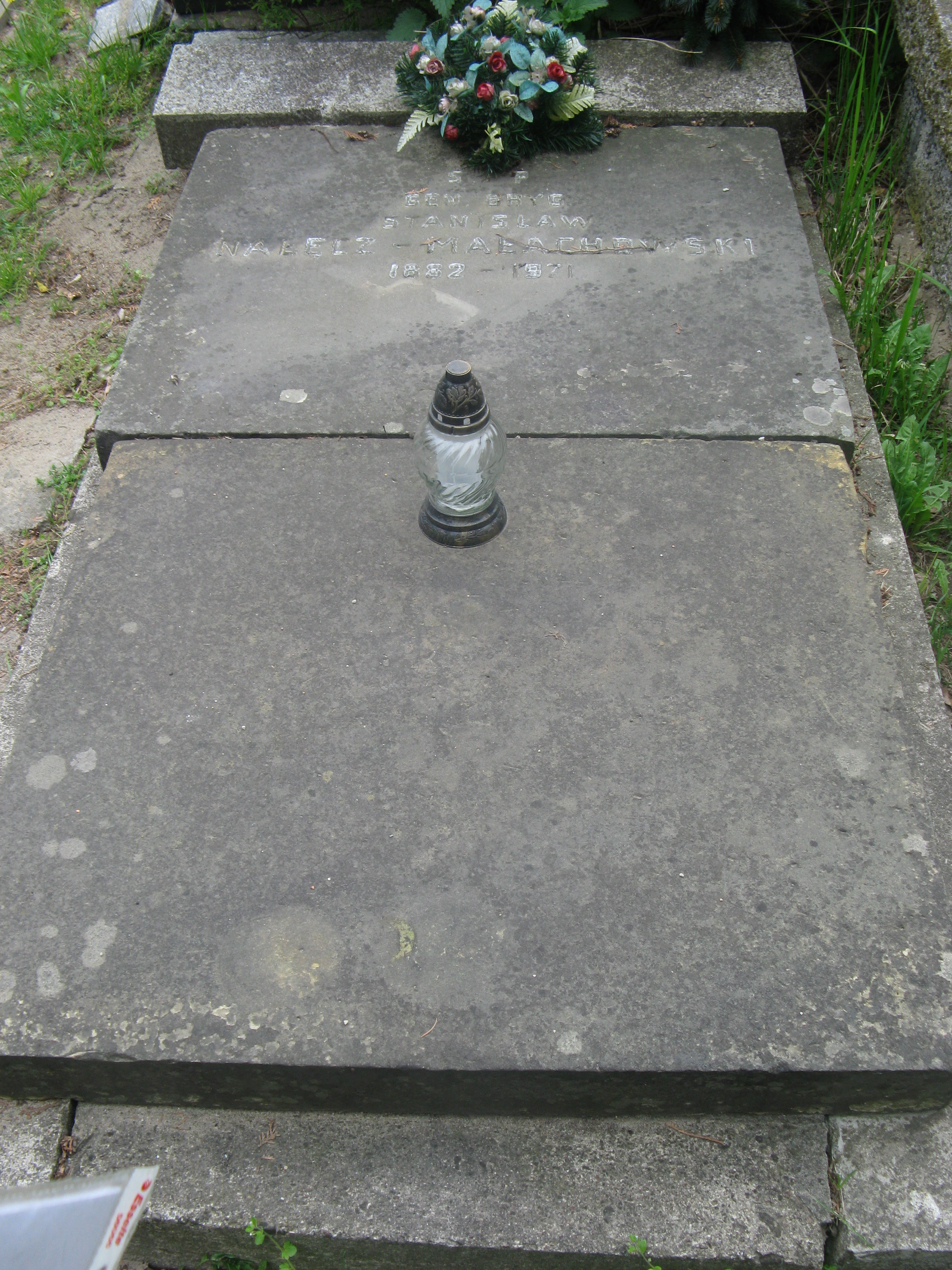
grób Stanisława Nałęcza-Małachowskiego na Cmentarzu Wojskowym na Powązkach

Stanisław Oktawiusz Małachowski h. Nałęcz (ur. 1 stycznia 1882 w Białozórce, zm. 3 listopada 1971 w Santiago) – generał brygady Wojska Polskiego, kawaler złotego krzyża Orderu Virtuti Militari nr 230

## Życiorys
Od 1903 był oficerem piechoty Armii Imperium Rosyjskiego. W trakcie I wojny światowej dowodził pułkiem, a w styczniu 1917 awansował na stopień pułkownika.
Po rewolucji lutowej i obaleniu caratu brał udział w Związkach Wojskowych Polaków w Rosji. Po przewrocie bolszewickim (rewolucji październikowej) wstąpił we wrześniu 1918 do tzw. Oddziału Polskiego utworzonego na Kubaniu przy Armii Ochotniczej generała Michaiła Aleksiejewa. Po przekształceniu w październiku 1918 oddziału w 4 Dywizję Strzelców Polskich wszedł w jej skład. Od listopada 1918 dowodził samodzielną Brygadą Strzelców Polskich. Po przetransportowaniu w grudniu 1918 4 Dywizji Strzelców do Odessy i jej reorganizacji został dowódcą 14 pułku strzelców, od marca 1919 zastępca dowódcy dywizji, generała Lucjana Żeligowskiego.
Wraz z dywizją poprzez Besarabię, Bukowinę przybył w połowie czerwca 1919 do Galicji Wschodniej. Uczestniczył w końcowej fazie wojny polsko-ukraińskiej, następnie w wojnie polsko-bolszewickiej. Od lipca 1919 do lutego 1920 dowodził XX Brygadą Piechoty, a od 1 marca do 10 września 1920 XIX Brygadą Piechoty. 28 września 1920 objął dowództwo 10 Dywizji Piechoty i sprawował je do 15 lipca 1927. 3 maja 1922 został zweryfikowany w stopniu pułkownika ze starszeństwem z dniem 1 czerwca 1919, a 31 marca 1924 awansowany na generała brygady ze starszeństwem z dniem 1 lipca 1923 i 20. lokatą w korpusie generałów. Od lipca 1927 do września 1934 był dowódcą Okręgu Korpusu IV w Łodzi. Zarówno w dywizji, jak i w DOK jego adiutantem był kpt. Kazimierz Czyhiryn. Od 31 grudnia 1934 Stanisław Małachowski w stanie spoczynku – osiadł w Łodzi.
Od stycznia 1924 do stycznia 1925 był prezesem Łódzkiego Okręgowego Związku Piłki Nożnej.
Posiadał status osadnika wojskowego i ziemię w osadzie Chlewiszcze (gmina Braszewicze).
Po napaści Niemiec na Polskę w 1939 roku zgłosił się do służby – zorganizował obronę Modlina i czasowo nią dowodził, a potem został zastępcą dowódcy obrony Modlina, generała Wiktora Thommée, do czasu kapitulacji. Za udział w obronie Modlina został odznaczony złotym krzyżem Virtuti Militari nr 230[wymaga weryfikacji?]. Po kampanii wrześniowej przebywał w niewoli niemieckiej (oflagi Murnau i Königstein) do roku 1945.
Po uwolnieniu udał się do Francji, a w 1952 do Chile. Tam pracował społecznie wśród Polonii i kombatantów i tam zmarł 3 listopada 1971. Zgodnie z życzeniem zwłoki zostały spopielone, sprowadzone do kraju i 15 lutego 1972 złożone na Cmentarzu Wojskowym na Powązkach (kwatera 28CII-2-1).
Żona, z pochodzenia Szwedka, Anna-Lisa Pettersen–Riedberg i jedyny syn Raul.
Jego imię nosi jedna z łódzkich ulic.
Książka "Wspomnienia generała" wydana w 2003 przez Oficynę Bibliofilów oparta jest na wspomnieniach generała spisanych w 1968 roku w Chile.

## Ordery i odznaczenia
- Krzyż Złoty Orderu Virtuti Militari nr 230[1][wymaga weryfikacji?][5]
- Krzyż Srebrny Orderu Virtuti Militari[12]
- Krzyż Komandorski Orderu Odrodzenia Polski (10 listopada 1928)[13][14]
- Krzyż Niepodległości (17 marca 1932)[15]
- Krzyż Oficerski Orderu Odrodzenia Polski (2 maja 1923)[12][16]
- Krzyż Walecznych[12]
- Złoty Krzyż Zasługi (19 marca 1931)[17]
- Medal Pamiątkowy za Wojnę 1918–1921[12]
- Medal Dziesięciolecia Odzyskanej Niepodległości[12]
- Komandor Orderu Orła Białego (Jugosławia, 1925)[12][18]
- Komandor Orderu Chrystusa (Portugalia, 1931)[19]
- Komandor Orderu Białej Róży Finlandii (Finlandia)
- Kawaler Orderu Legii Honorowej (Francja, 1921)[12][20]
- Medal Pamiątkowy Wielkiej Wojny (Francja)[12]
- Medal Zwycięstwa („Médaille Interalliée”)[12]